# Karl Lindeman

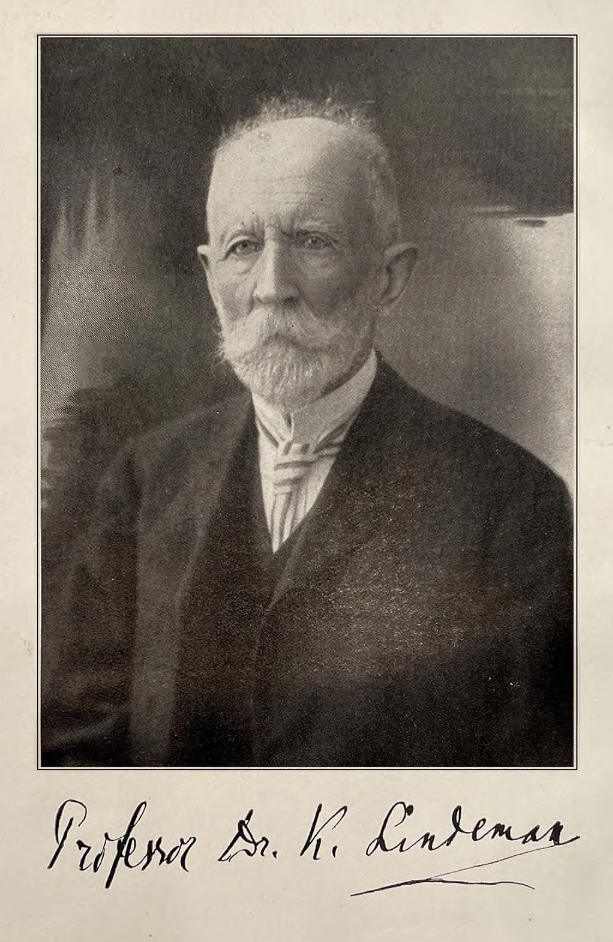
Karl Lindeman

Karl Eduardowicz Lindeman (ros. Карл Эдуардович Линдеман, ur. 26 października 1843 w Niżnim Nowogrodzie, zm. 1 lutego 1929 w Kolonii Orlow w guberni chersońskiej) – rosyjski zoolog, entomolog, profesor Petersburskiej Akademii Rolniczej. Autor licznych opracowań entomofauny Rosji, Syberii i Kaukazu. Zajmował się entomologią rolniczą. Politycznie związany z ruchem oktiabrystów.
Jego jedynym synem był patolog Włodzimierz Lindeman (1868-1933).

## Wybrane prace
- Von den deutschen Kolonisten in Russland. Stuttgart 1924